# Kognitiv bias
Kognitiv bias är ett psykologiskt mönster, som leder till att en människas subjektiva bild av omvärlden avviker från verkligheten. Kognitiv bias bygger på att orsaken till händelser och andra observationer tolkas utifrån individens förutfattade verklighet. Viss kognitiv partiskhet kan härledas till evolution. Kognitiv bias kan antingen vara explicit (öppen) eller implicit (dold). Båda varianterna kan i viss mån förändras genom utbildning.
Kognitiv bias är bland annat en psykologisk förklaring på vidskepelse, då ett skeende ofta försöker tolkas utifrån en handling eller utebliven handling. Beroende på förutfattad mening kan då händelsen anses bero på en svart katt, en missad ritual, tillbedjan till en högre makt, etcetera.
En individs konstruktion av verkligheten baserat på förutfattade föreställningar, inte de objektiva händelserna i sig, kan leda till förvrängning av verkligheten, utifrån sett dåligt omdöme, ologiska tolkningar och irrationellt beteende. De utifrån sett irrationella tolkningarna och beteendet i fallet med kognitiv bias är dock logiska utifrån individens verklighetsuppfattning.
Om yttre händelser bara i mindre omfattning inte går att passa in i den förutfattade världsbilden behålls den förutfattade världsbilden med det som kallas bekräftelsebias.
När yttre händelser svårligen går att passa in i individens förutfattade världsbild, det vill säga man vid upprepade tillfällen får ett annat utfall än det förväntade utifrån världsbild, kan individen drabbas av kognitiv dissonans.
Människor kan påverkas av andra människors beteenden (masspsykos), eller av sina val.

## Exempel på kognitiv partiskhet
- Dunning–Kruger-effekten, att missuppfatta sin egen kompetens jämfört med andra människor
- Exponeringseffekten, att bli positiv till det välbekanta
- Insatsrättfärdigande, att värdera ett utfall utifrån ens investering istället för utfallets objektiva värde
- Bekräftelsebias, att söka och ta emot intryck som förstärker ens uppfattning, men avvisa dem som strider mot uppfattningen
- Önsketänkande, att lägga större uppmärksamhet på det önskvärda i stället för det oönskade